# Heidi Dyhre Traaserud
Heidi Dyhre Traaserud, född 10 juli 2003 i Skien, är en norsk backhoppare. Hon tog lagguld i backhoppning vid världsmästerskapen i nordisk skidsport 2025.

## Karriär
Traaserud deltog i Världsmästerskapen i nordisk skidsport 2019 där hon individuellt kom på 49:e plats och en niondeplats i lagtävlingen. Hon representerade Norge vid världsmästerskapen i nordisk skidsport i Trondheim 2025 där hon individuellt kom på en sextondeplats och tog guld i lagtävlingen tillsammans med Anna Odine Strøm, Eirin Maria Kvandal, Ingvild Synnøve Midtskogen.